# Foua
Foua ist ein kleines Inselchen im Süden der Inselgruppe Haʻapai im Pazifik. Sie gehört politisch zum Königreich Tonga.

## Geografie
Das Motu liegt in der Nähe von Russell Reef und dem Felsen Lutueki zwischen den größeren Inseln Tungua, Kito, Teaupa und Luanamo.
Nordwestlich verläuft die Wasserstraße. 

## Klima
Das Klima ist tropisch heiß, wird jedoch von ständig wehenden Winden gemäßigt. Ebenso wie die anderen Inseln der Haʻapai-Gruppe wird Tafahi gelegentlich von Zyklonen heimgesucht.